# Jürgen Sprich
Jürgen Sprich, né en 1967, est un coureur cycliste allemand. Spécialiste du VTT, il est notamment double champion d'Europe de descente en 1992 et 1993. Il est considéré comme l'un des pionniers du VTT en Allemagne.

## Biographie
Jürgen Sprich enregistre ses premiers succès en cyclo-cross. En 1995, à domicile, à Munich, il remporte la médaille d'argent du championnat du monde de cyclo-cross juniors (moins de 19 ans).
Il pratique par la suite le VTT. Au départ, il est actif dans le cross-country et en 1988, il termine notamment troisième de la Grundig Cup, le précurseur de la Coupe du monde de VTT. En 1990 et 1991, il devient champion d'Allemagne de cross-country.
À l'âge de 22 ans, Sprich a développé le rhume des foins, rendant les courses de cross-country trop éprouvant pour ses poumons. Il passe ensuite à la descente, inscrite au programme des Coupes du monde et des championnats nationaux et internationaux comme deuxième discipline du VTT au début des années 90. Il remporte le premier titre de champion d'Allemagne en 1993. Cela fait de Sprich le premier champion allemand à la fois de cross-country et de descente.
Ses plus grands succès internationaux restent ses deux victoires aux championnats d'Europe de descente en 1992 et 1993. En Coupe du monde, il termine deuxième lors de la manche de Kaprun en 1993.
Après la saison 1993, il met un terme à sa carrière active et travaille comme manager dans une entreprise de vêtements de sport.

## Palmarès en VTT

### Championnats du monde
- Bromont 1992
  - 10e de la descente
- Métabief 1993
  - 10e de la descente

### Coupe du monde
Coupe du monde de descente
- 1993 : un podium à Kaprun

### Championnats d'Europe
- Möllbrücke 1992
  -  Champion d'Europe de descente
- Klosters 1993
  -  Champion d'Europe de descente

### Championnats d'Allemagne
- 1990
  -  Champion d'Allemagne de cross-country
- 1991
  -  Champion d'Allemagne de cross-country
- 1993
  -  Champion d'Allemagne de descente

## Palmarès en cyclo-cross
- 1984-1985
  -  Médaillé d'argent du championnat du monde de cyclo-cross juniors